# Guamúchil
Guamúchil ist eine Stadt im mexikanischen Bundesstaat Sinaloa mit gut 63.000 Einwohnern (Zensus 2010). Sie liegt 100 Kilometer nördlich von Culiacán nahe Guasave, direkt an der Carretera Federal 15. Sie liegt auf 45 Metern Höhe. Angebaut werden Kichererbsen, Zuckerrohr und Tomaten.

## Söhne und Töchter der Stadt
- Der Schauspieler und Sänger Pedro Infante (1917–1957) wuchs in Guamúchil auf.
- Die Sängerin Ana Gabriel (* 1955) wurde in Guamúchil geboren.
- Amado Carrillo Fuentes (1956–1997), Drogenhändler, Begründer des Juárez-Kartells.
- Hilda Gaxiola (* 1972), Beachvolleyballspielerin